# 輿石東
輿石東（1936年5月14日—），日本政治家。曾任參議院副議長（第30代）。參議院議員（3期）。前眾議院議員（2期）。歷任參議院國土交通委員長、民主黨參議院國會對策委員長、民主黨參議院幹事長、民主黨代表代行、幹事長職務代行、民主黨幹事長（第12代）、民主黨參議院議員會長等職務。
日本教職員組合（日教組）出身，1990年代表日本社會黨參加大選成功當選進入政界。之後輾轉加入新民主黨。2007年民主黨贏得參議院選舉，輿石成為民主黨參議院議員會長，實際上掌握著民主黨參議院議員團的最大實權長達六年，左右著政界大局。在其與小澤一郎的主持下民主黨執行與自民黨對抗的路線。2009年民主黨奪得政權後，輿石在參議院的勢力也支持著民主黨政權的運營。2011年野田佳彥更是異例地將輿石提拔為民主黨幹事長，使輿石的權力達到巔峰。不過輿石未能阻止民主黨的分裂和衰敗，民主黨在2012年大選慘敗下野，輿石承擔責任辭去黨幹事長職務，但繼續擔任黨參院會長。2013年參議院選舉民主黨繼續慘敗，輿石轉任參議院副議長。

## 外部連結
- 官方網站

| 議會席位        | 議會席位                                            | 議會席位                      |
| --------------- | --------------------------------------------------- | ----------------------------- |
| 前任： 山崎正昭 | 參議院副議長 第30代：2013年—                        | 繼任： 現職                   |
| 前任： 藤井俊男 | 參議院國土交通委員長 2003年—2004年                  | 繼任： 田名部匡省             |
| 政党职务        |                                                     |                               |
| 前任： 藤井裕久 | 民主黨代表代行 2007年—2009年 與菅直人、小澤一郎一同 | 繼任： 仙谷由人               |
| 前任： 岡田克也 | 民主黨幹事長 第12代：2011年—2012年                  | 繼任： 細野豪志               |
| 前任： 新設     | 民主黨幹事長職務代行 2009年—2010年                  | 繼任： 樽床伸二（幹事長代行） |
| 前任： 江田五月 | 民主黨參議院議員會長 第7代：2006年—2013年           | 繼任： 未定                   |
| 前任： 山本孝史 | 民主黨參議院幹事長 2004年—2006年                    | 繼任： 今泉昭                 |